# 小行星4323
小行星4323（英語：4323 Hortulus）是一颗围绕太阳公转的小行星。1981年8月27日，P. Wild在齐美尔瓦尔德发现了此天体。
这颗小行星的绝对星等为102.3771994442086等。